# Dicranopygium arusisense
Dicranopygium arusisense là một loài thực vật có hoa trong họ Cyclanthaceae. Loài này được Tuberquia miêu tả khoa học đầu tiên năm 1997.